# Horná Poruba
Horná Poruba (in ungherese Felsőtölgyes) è un comune della Slovacchia facente parte del distretto di Ilava, nella regione di Trenčín.
Ha dato i natali a Štefan Závodník, presbitero, linguista e patriota.